# Sigleß
Sigleß ist eine Gemeinde im Bezirk Mattersburg im Burgenland in Österreich mit 1183 Einwohnern (Stand 1. Jänner 2025). Der ungarische Ortsname der Gemeinde ist Siklós oder Siklósd, der kroatische Ortsname ist Cikleš. Das Gemeindegebiet befindet sich im Naturpark Rosalia-Kogelberg.

## Geografie
Die Gemeinde liegt in der Ebene zwischen Rosalien- und Leithagebirge und wird vom Edlesbach durchflossen.

### Eingemeindungen
1971 wurde im Zuge der Gemeindezusammenlegungen die vordem eigenständige Gemeinde Krensdorf mit der Gemeinde Sigleß zusammengelegt. Was anfangs recht gut zu funktionieren schien, warf im Lauf der Zeit immer größer werdende Probleme auf, sodass die beiden Gemeinden 1998 wieder getrennt wurden.

### Nachbargemeinden
| Pöttsching |                                             | Krensdorf   |
|            | Kompassrose, die auf Nachbargemeinden zeigt |             |
|            | Mattersburg                                 | Pöttelsdorf |

## Geschichte
Wie zahlreiche Fundstellen der Gegend nachweisen, war das Gemeindegebiet von Sigleß schon in der Jungsteinzeit besiedelt.
Vor Christi Geburt war das Gebiet Teil des keltischen Königreiches Noricum und gehörte zur Umgebung der keltischen Höhensiedlung Burg auf dem Schwarzenbacher Burgberg. Später im Römischen Reich war das Gebiet Teil der Provinz Pannonia.
In der Römerzeit führte eine Straße, welche die damaligen Römersiedelungen „Scar(a)bantia“ (Ödenburg) und „Aquae“ (Baden) miteinander verband, in der Nähe von Sigleß vorbei. Bei Ausgrabungen im Jahr 2008 wurden römische Urnengräber aus dem 1. Jahrhundert n. Chr. entdeckt. 2009 wurden neben einem römischen Brandgräberfeld auch spätawarisch-frühkarolingische Funde gemacht.
Aus der Zeit der Awaren im 8. und 9. Jahrhundert n. Chr. liegen im Kloaschitzwald außerhalb der Ortschaft zahlreiche Hügelgräber. Seit August 2007 finden dort regelmäßig Ausgrabungen statt. Dabei wurden Gräber einer Nekropole des ausgehenden 8. und beginnenden 9. Jahrhunderts n. Chr., aber auch die Fundamente eines römischen Grabbaues gefunden.

Sigleß (links unten) um 1873 (Aufnahmeblatt der Landesaufnahme)

Der Ortsname Sigleß wird erstmals 1325 in der Schreibweise „Sykels“ urkundlich erwähnt. Nach einer heute im Ungarischen Staatsarchiv Budapest aufliegenden Urkunde überreichte der Sohn des Grafen Simon von Mattersdorf-Forchtenstein, Magister Paul, seiner aus Österreich stammenden Braut Elisabeth von Pottendorf die Ansiedlung Sigleß als „Hochzeitsgeschenk“. 1346 wurde Sigleß der Grafschaft Forchtenstein eingegliedert, die in der ersten Hälfte des 17. Jahrhunderts in den Besitz des Fürsten Nikolaus Esterházy wechselte.
Wie in vielen anderen Orten des Burgenlandes wurden auch in Sigleß im 16. Jahrhundert kroatische Kolonisten angesiedelt, wobei sich die Anteile der Deutschen und der Kroaten – ähnlich wie in den Orten Antau (Otava), Kittsee (Gijeca) und Stegersbach (Santalek) – in der Vergangenheit stets in der Waage hielten. Seit der Zwischenkriegszeit nimmt der Anteil der Kroaten stetig ab, sodass heute nur noch wenige Einwohner zur Volksgruppe der Burgenlandkroaten gezählt werden können (Anteil der Kroaten an der Gesamtbevölkerung – 1910: 36,7 %, 1934: 29,9 %, 1971: 13,2 %, 2001: 3,0 %).
Der Ort gehörte wie das gesamte Burgenland bis 1920/21 zu Ungarn (Deutsch-Westungarn). Seit 1898 musste aufgrund der Magyarisierungspolitik der Regierung in Budapest der ungarische Ortsname „Siklós“ verwendet werden.
Nach Ende des Ersten Weltkriegs wurde nach zähen Verhandlungen Deutsch-Westungarn in den Verträgen von St. Germain und Trianon 1919 Österreich zugesprochen. Der Ort gehört seit 1921 zum neu gegründeten Bundesland Burgenland (→ Geschichte des Burgenlandes).

## Kultur und Sehenswürdigkeiten

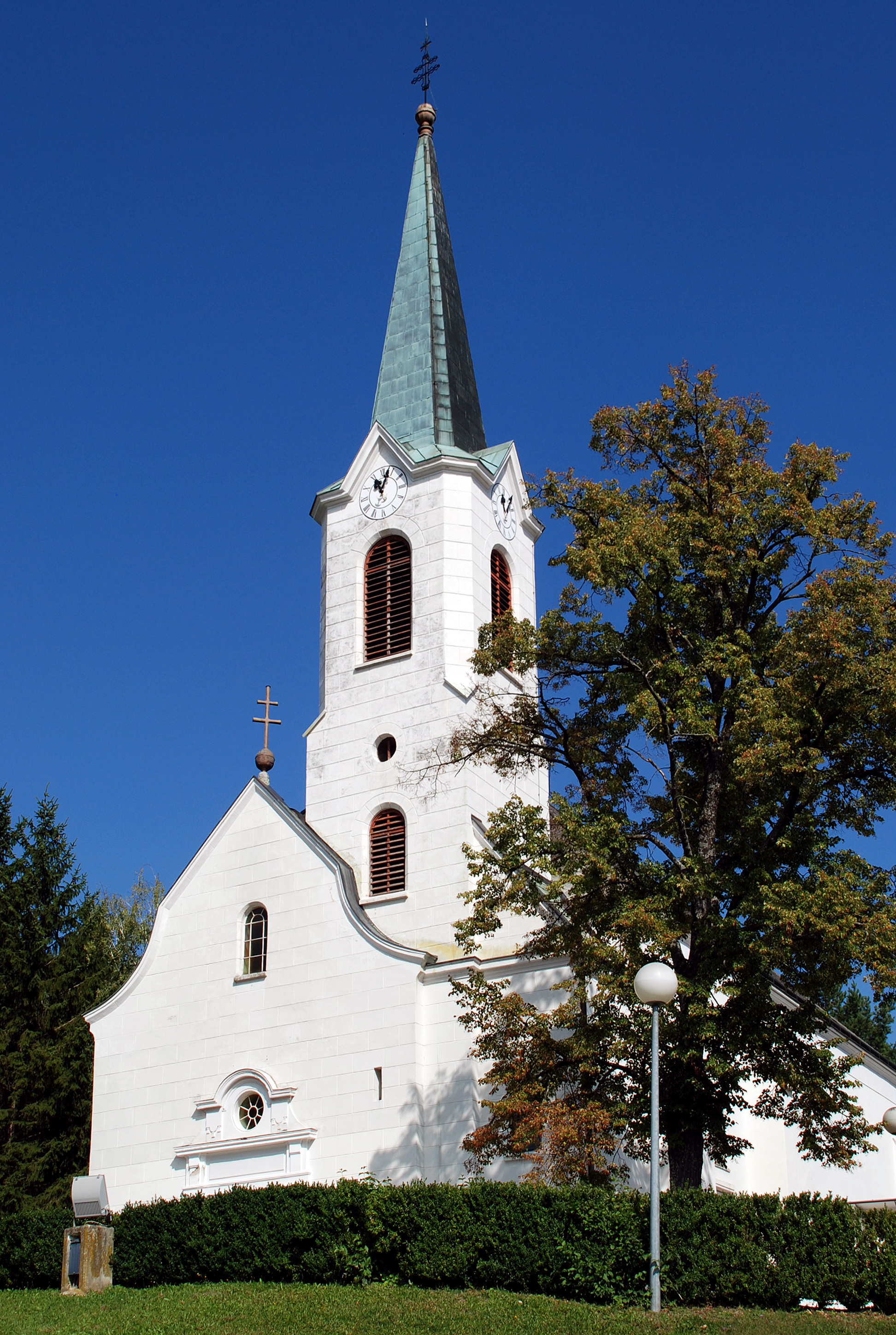
Pfarrkirche Sigleß

- Katholische Pfarrkirche Sigleß Allerheiligen
- Marienkapelle
- Bildstock Olramkreuz

## Wirtschaft und Infrastruktur

### Wirtschaftssektoren
Von 1999 bis 2010 nahm die Anzahl der landwirtschaftlichen Hauptbetriebe zu, die der Nebenerwerbsbetriebe sank von 18 auf fünf. Im Dienstleistungssektor waren über vierzig Prozent der Erwerbstätigen in sozialen und öffentlichen Diensten, über einem Viertel im Handel beschäftigt.
| Wirtschaftssektor            | Anzahl Betriebe | Anzahl Betriebe | Erwerbstätige 2) | Erwerbstätige 2) |
| Wirtschaftssektor            | 2011            | 2001            | 2011             | 2001             |
| ---------------------------- | --------------- | --------------- | ---------------- | ---------------- |
| Land- und Forstwirtschaft 1) | 18              | 28              | 8                | 14               |
| Produktion                   | 11              | 9               | 55               | 27               |
| Dienstleistung               | 59              | 37              | 86               | 82               |

1) Betriebe mit Fläche in den Jahren 2010 und 1999, 2) Erwerbstätige am Arbeitsort 
| Von den 533 Erwerbstätigen, die im Jahr 2011 in Sigleß wohnten, arbeiteten 82 in der Gemeinde. 451 Menschen pendelten zur Arbeit in andere Gemeinden aus, 67 aus der Umgebung pendelten nach Sigleß. In der Gemeinde befinden sich eine Volksschule und eine Musikschule. Den Kindergarten besuchen die Kinder im Nachbarort Krensdorf. - Straße: Im Süden der Gemeinde liegt der Knoten Mattersburg, wo sich die Burgenland Schnellstraße S31 und die Mattersburger Schnellstraße S4 kreuzen. - Eisenbahn: Der näheste Bahnhof befindet sich rund fünf Kilometer südlich in Mattersburg. | Die zur Anzeige dieser Grafik verwendete Erweiterung wurde dauerhaft deaktiviert. Wir arbeiten aktuell daran, diese und weitere betroffene Grafiken auf ein neues Format umzustellen. (Mehr dazu) |

## Politik

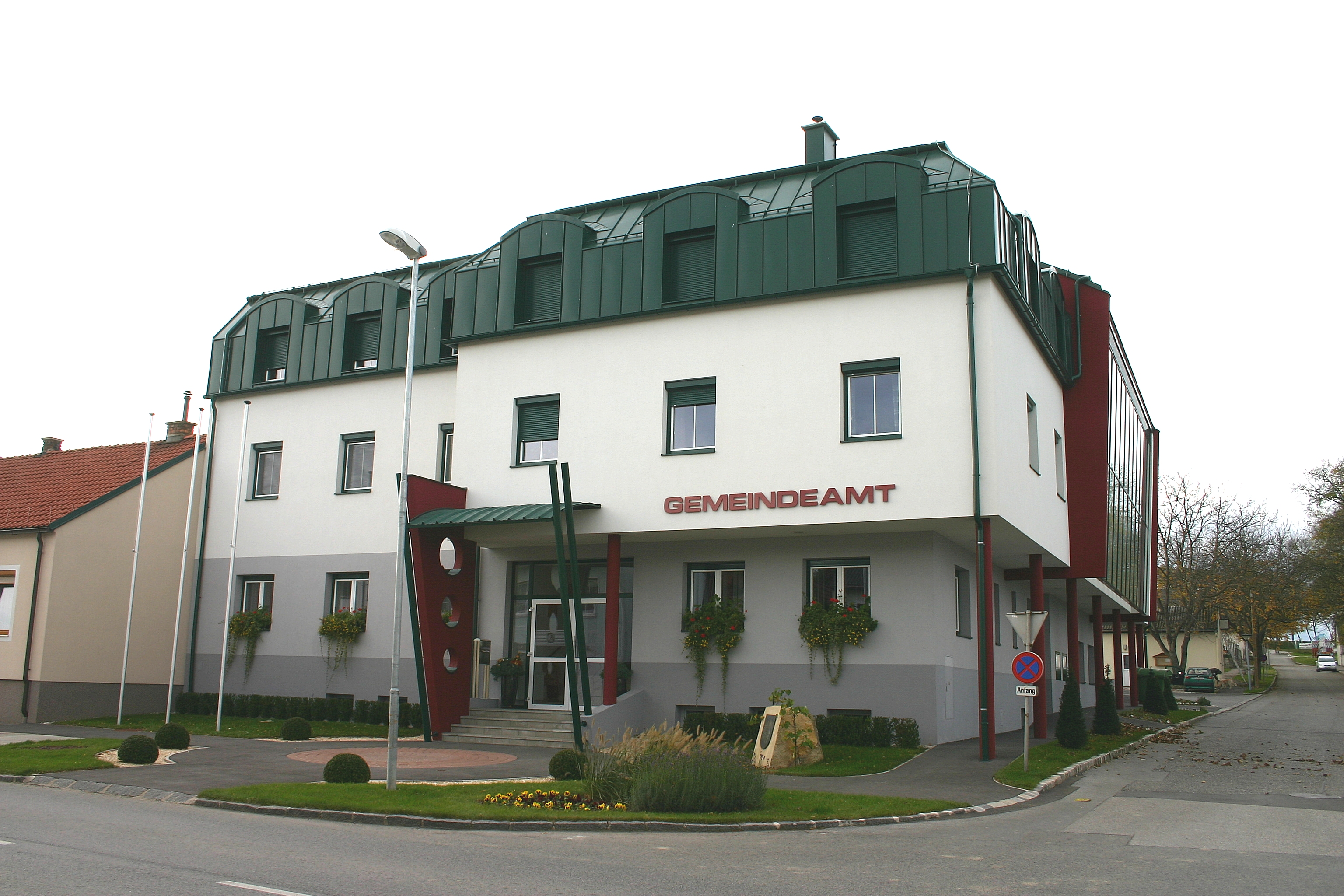
Gemeindeamt Sigleß

### Gemeinderat
Der Gemeinderat umfasst aufgrund der Einwohnerzahl insgesamt 19 Mitglieder.
| Partei          | 2022             | 2022             | 2022             | 2017             | 2017             | 2017             | 2012             | 2012             | 2012             | 2007             | 2007             | 2007             | 2002    | 2002    | 2002    | 1997    | 1997    | 1997    |
| Partei          | Sti.             | %                | M.               | Sti.             | %                | M.               | Sti.             | %                | M.               | Sti.             | %                | M.               | Sti.    | %       | M.      | Sti.    | %       | M.      |
| --------------- | ---------------- | ---------------- | ---------------- | ---------------- | ---------------- | ---------------- | ---------------- | ---------------- | ---------------- | ---------------- | ---------------- | ---------------- | ------- | ------- | ------- | ------- | ------- | ------- |
| SPÖ             | 593              | 70,76            | 14               | 586              | 71,46            | 14               | 509              | 61,18            | 12               | 508              | 65,89            | 13               | 397     | 50,00   | 8       | 380     | 51,63   | 8       |
| ÖVP             | 215              | 25,66            | 5                | 234              | 28,54            | 5                | 267              | 32,09            | 6                | 263              | 34,11            | 6                | 225     | 28,34   | 4       | 185     | 25,14   | 4       |
| FPÖ             | 30               | 3,58             | 0                | nicht kandidiert | nicht kandidiert | nicht kandidiert | 56               | 6,73             | 1                | nicht kandidiert | nicht kandidiert | nicht kandidiert | 11      | 1,39    | 0       | 45      | 6,11    | 1       |
| UBL A1          | nicht kandidiert | nicht kandidiert | nicht kandidiert | nicht kandidiert | nicht kandidiert | nicht kandidiert | nicht kandidiert | nicht kandidiert | nicht kandidiert | nicht kandidiert | nicht kandidiert | nicht kandidiert | 161     | 20,28   | 3       | 126     | 17,12   | 2       |
| Wahlberechtigte | 1129             | 1129             | 1129             | 1084             | 1084             | 1084             | 1051             | 1051             | 1051             | 1036             | 1036             | 1036             | 976     | 976     | 976     | 915     | 915     | 915     |
| Wahlbeteiligung | 79,27 %          | 79,27 %          | 79,27 %          | 81,83 %          | 81,83 %          | 81,83 %          | 84,11 %          | 84,11 %          | 84,11 %          | 80,69 %          | 80,69 %          | 80,69 %          | 87,19 % | 87,19 % | 87,19 % | 88,85 % | 88,85 % | 88,85 % |

### Bürgermeister
| von  | bis  | Bürgermeister                   |
| ---- | ---- | ------------------------------- |
| 1918 | 1919 | Benedikt Marchart (RDP)         |
| 1919 | 1923 | Johann Schey (CS)               |
| 1923 | 1930 | Bonaventura Berloschnik (SDAP)  |
| 1930 | 1933 | Alois Steurer (SDAP)            |
| 1933 | 1938 | Josef Stargl (CS)               |
| 1938 |      | Franz Rauchwarter (NS)          |
| 1945 |      | Franz Leimgstädtner (Kommissar) |
| 1945 | 1946 | Moritz Miletich (SPÖ)           |
| 1946 | 1954 | Peter Eckhardt (SPÖ)            |
| 1954 | 1958 | Max Tschurlovits (SPÖ)          |
| 1958 | 1967 | Josef Frankolin (SPÖ)           |
| 1967 | 1969 | Josef Tschögl (SPÖ)             |
| 1969 | 1970 | Gottfried Kremsner (SPÖ)        |

| von  | bis  | Bürgermeister            |
| ---- | ---- | ------------------------ |
| 1971 | 1986 | Gottfried Kremsner (SPÖ) |
| 1986 | 1992 | Heinz Henecker (SPÖ)     |
| 1992 | 1997 | Stefan Radislovich (SPÖ) |

| von       | bis       | Bürgermeister            |
| --------- | --------- | ------------------------ |
| 1998      | 2002      | Stefan Radislovich (SPÖ) |
| 2002      | 2012      | Alfred Krenn (SPÖ)       |
| 2012      | 2021      | Josef Kutrovatz (SPÖ)    |
| seit 2021 | seit 2021 | Ulrike Kitzinger (SPÖ)   |

### Wappen
|  | Blasonierung: „In Rot ein aufrechter goldener Löwe, der mit seinen Vorderpranken eine goldene Traube hält.“ Das Wappen wurde Sigleß im Jahr 1982 vom Amt der burgenländischen Landesregierung verliehen. |

## Persönlichkeiten
- Ernest Kutrovatz (1841–1913), Pfarrer von Müllendorf und Weihbischof von Győr.[19][20]
- Ernst Rauchwarter (* 1940), Politiker
- Heinz Bruckschwaiger (20. März 1944 – 29. März 2019), Künstler[21]
- Wolfgang Millendorfer (* 1977), Journalist und Autor
- Julia Herr (* 1992), Abgeordnete zum Nationalrat (SPÖ)

## Bilderbogen von Sigleß

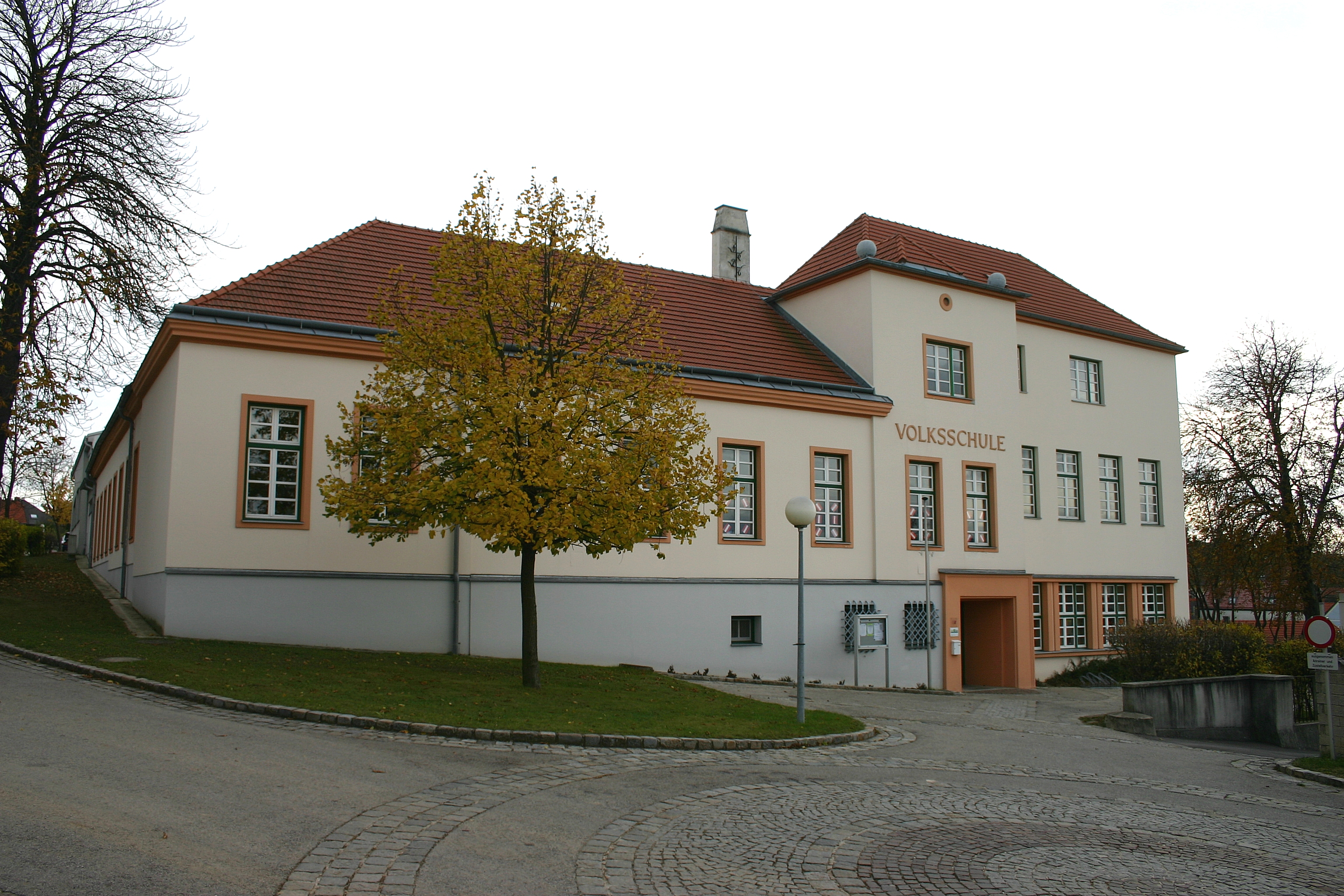
Volksschule
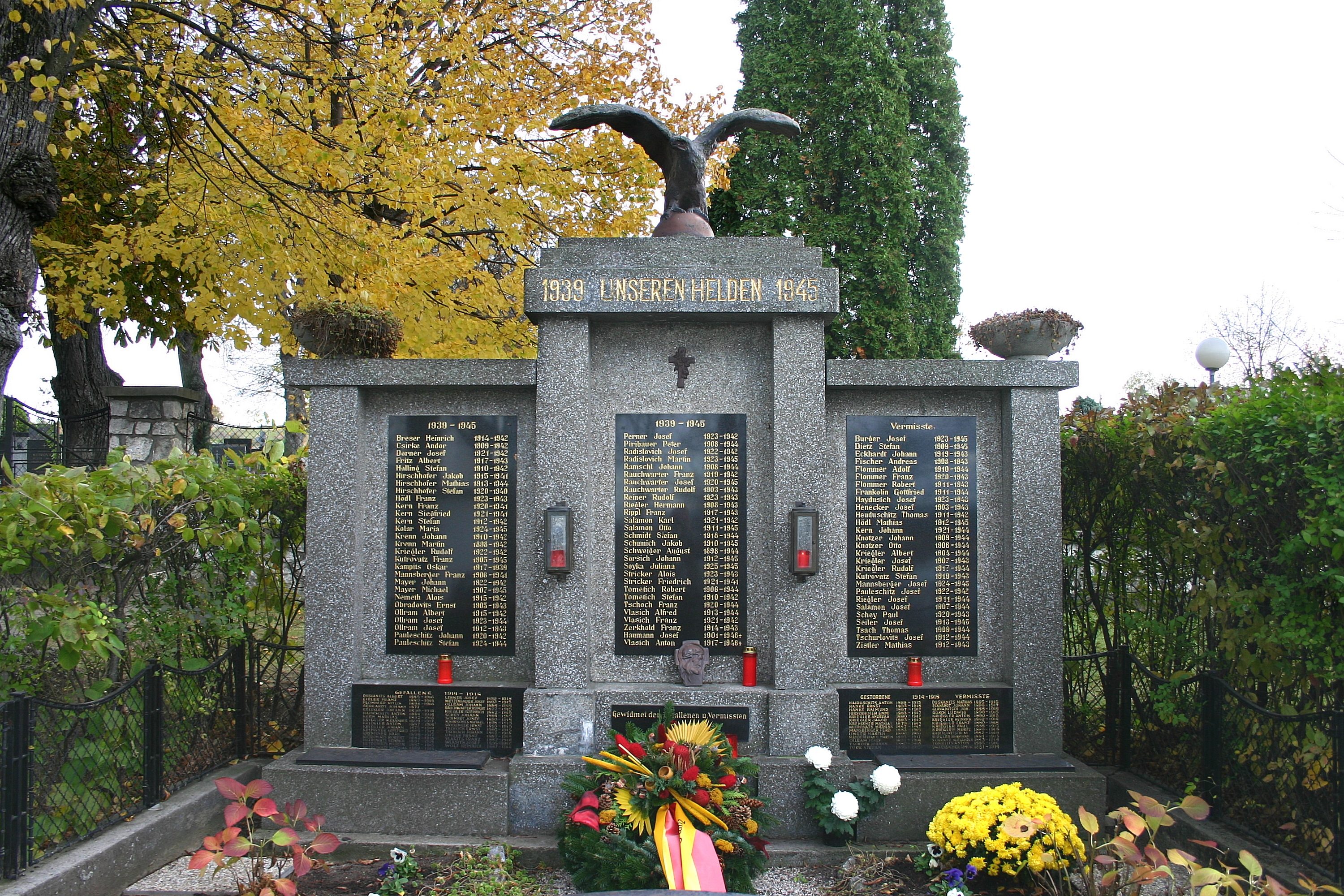
Denkmal zur Erinnerung an die Opfer der beiden Weltkriege
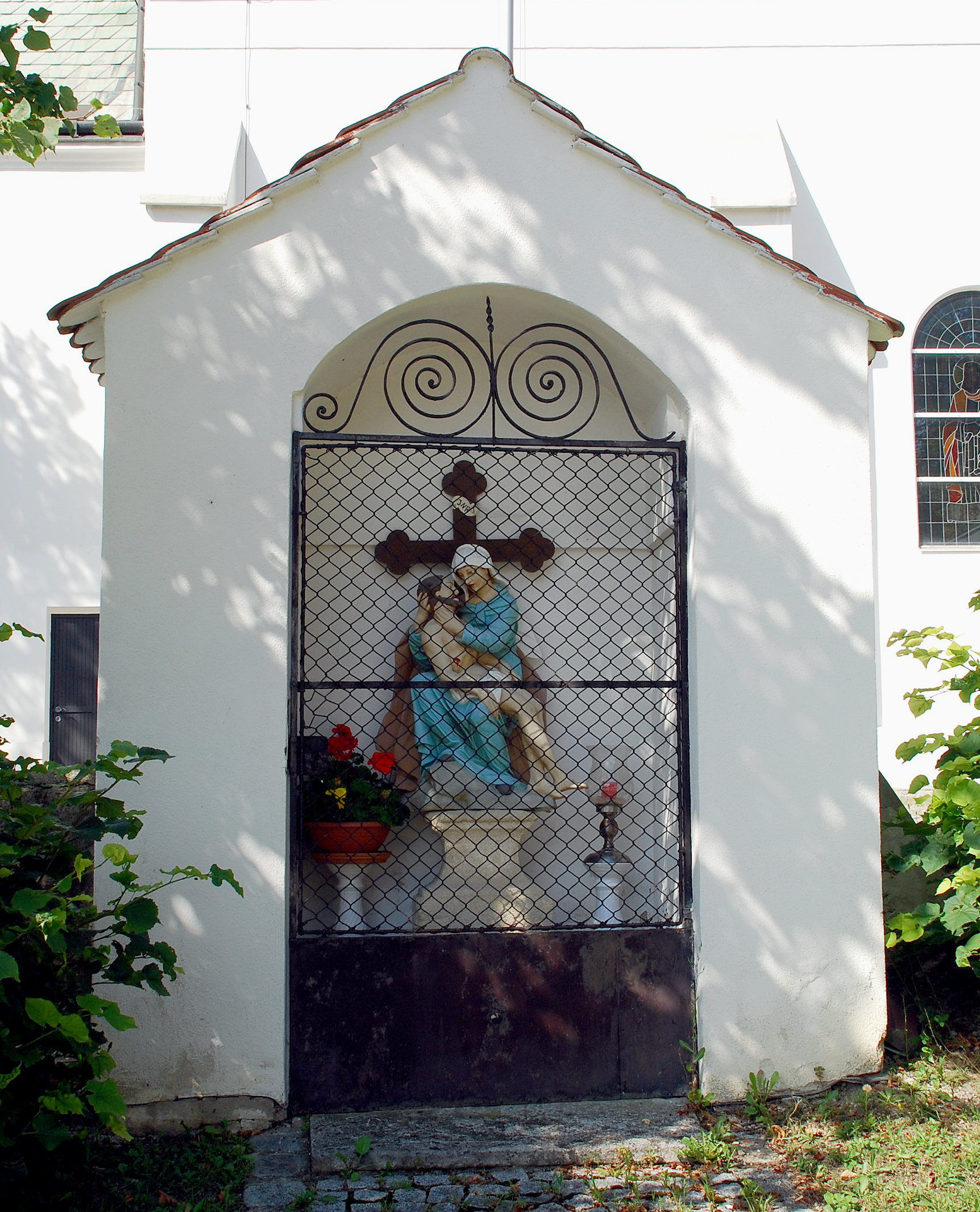
Marienkapelle
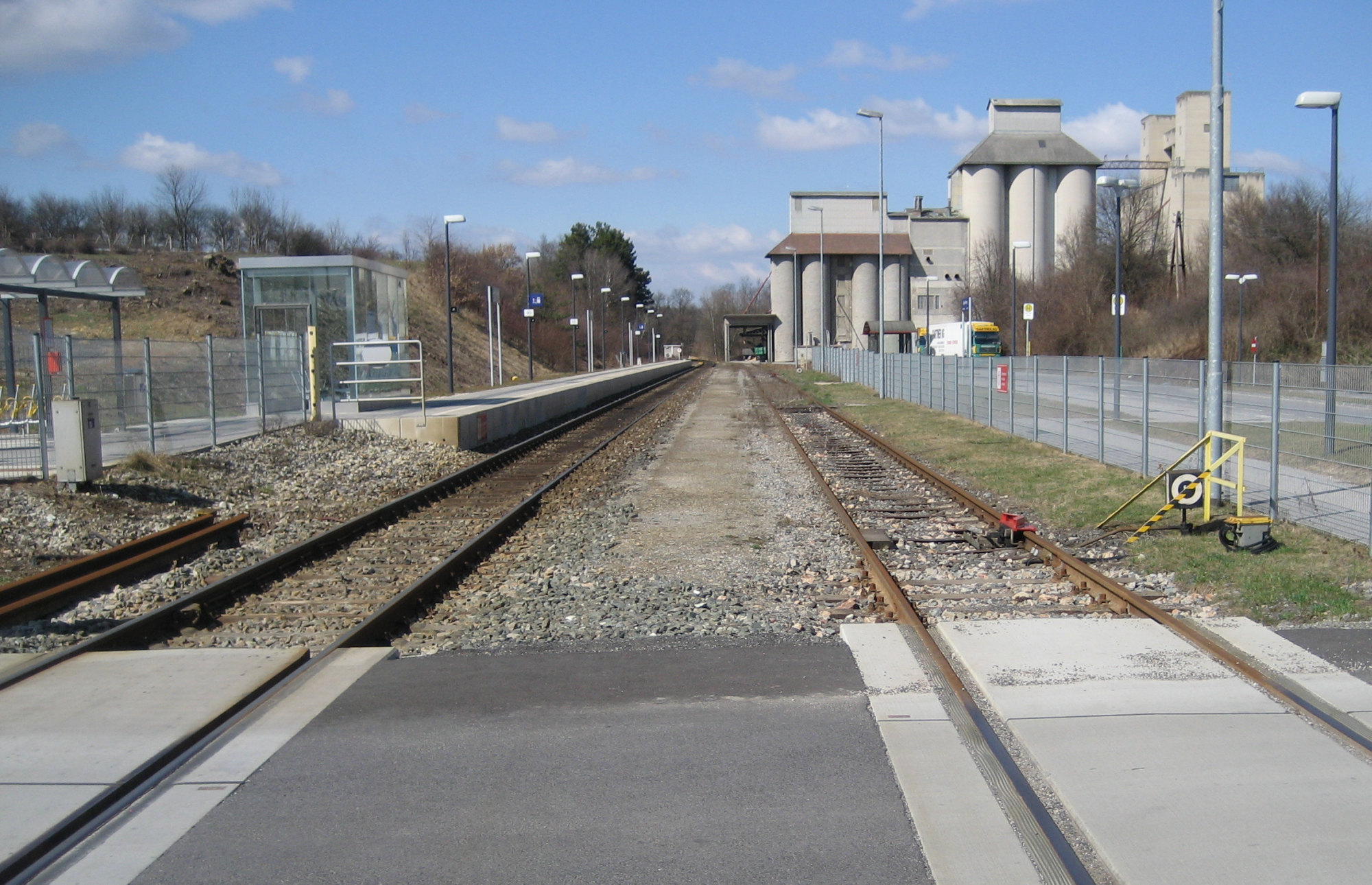
Haltestelle Wiesen-Sigleß der Mattersburger Bahn